# Clouds Rest
"Clouds Rest" é uma Montanha localizada no Parque Nacional de Yosemite, na Califórnia, Estados Unidos. Com uma altitude de 3.027 metros, é uma das formações geológicas proeminentes na região e oferece vistas panorâmicas deslumbrantes do Vale de Yosemite.

## Geografia
O cume pode ser atingido por um trilho com 11,6 km a partir da estrada estatal 120 da Califórnia (Tioga Pass Road) ou por uma rota de caminhada com 15,1 km a partir das Happy Isles junto ao Little Yosemite Valley. Há outras rotas disponíveis.
Clouds Rest é uma aresta, de gume fino formada por rochas com origem nos glaciares que fizeram a erosão de rocha sólida para formar o Tenaya Canyon e o Little Yosemite Valley. A vertente noroeste é de granito sólido e ergue-se 1520 m acima de Tenaya Creek.